# Leucania rufipennis
Leucania rufipennis là một loài bướm đêm trong họ Noctuidae.